# Selkäjärvi, Pajala kommun
Selkäjärvi är en ort i Pajala kommun, Norrbottens län. Vid folkräkningen 1890 hade orten 13 invånare och i augusti 2016 fanns det enligt Ratsit nio personer över 16 års ålder som var registrerade med adressen Selkäjärvi.